# As-Samu
As-Samu oder es-Samu (arabisch السموع, DMG as-Samūʿ) ist eine Stadt im Gouvernement Hebron des Westjordanlandes, Palästina, 22 Kilometer südlich der Stadt Hebron und 60 Kilometer südwestlich von Jerusalem.

## Geografie
Das Gebiet ist ein hügeliges, felsiges Gebiet, das von einigen Wadis durchzogen wird. Die Waffenstillstands-Demarkationslinie (ADL, grüne Linie) verläuft grob etwa fünf Kilometer südlich von Samu von Ost nach West. Die Stadt as-Samu liegt auf zwei Hügeln zwischen denen ein flaches bis tiefes Wadi liegt. Laut dem Palästinensischen Zentralamt für Statistik hatte die Stadt 2017 26.011 Einwohner.
Der jährliche Niederschlag beträgt 306 mm, die durchschnittliche Jahrestemperatur liegt bei 18 °C und die durchschnittliche Luftfeuchtigkeit beträgt 61 %.
Seit dem Beginn der Zweiten Intifada waren rund 300 Hektar (3000 Dunams) des Stadtlandes von den israelischen Streitkräften konfisziert.

## Geschichte

### Römische und byzantinische Zeit
Während der römischen und byzantinischen Zeit wurde Eshtemoa (deutsch: Gehorsam), das vermutlich als as-Samu gilt, als großes jüdisches Dorf beschrieben.
Der Jerusalemer Talmud erwähnt Eshtemoa sowie einen Amoräer mit dem Namen Hasa von Eshtemoa, der im 4. Jahrhundert in der Stadt aktiv war.

### Mittelalter
Was früher als Teil eines Kreuzritterturms aus dem 12. Jahrhundert identifiziert wurde, entpuppte sich als Synagoge aus dem 4. Jahrhundert, die zur Zeit von Saladin nach der Tradition in eine Moschee verwandelt wurde.

### Osmanisches Zeitalter
As-Samu wurde 1517 in das Osmanische Reich eingegliedert und in der Volkszählung von 1596 erschien das Dorf als Nahiya von al-Chalil von der Liwa von al-Quds. Es hatte eine Bevölkerung von 16 Haushalten, allesamt muslimisch. Sie zahlten einen festen Steuersatz von 1/3 (33,3 %) auf landwirtschaftliche Erzeugnisse, einschließlich Weizen, Gerste, Weinberge und Obstbäume, zusätzlich zu den gelegentlichen Einnahmen, Ziegen und Bienenstöcke; insgesamt 3000 Akçe.
1838 identifizierte Edward Robinson die Stadt as-Samu als biblisches Eshtemoa. Er beschrieb as-Samu als "beträchtliches" Dorf voll von Scharen und Herden, die alle in guter Ordnung sind". Er fand auch Überreste von Mauern aus sehr großen Steinen, von denen einige mehr als 3 Meter (10 Fuß) lang waren. 1863 besuchte der französische Entdecker Victor Guérin den Ort.
Eine osmanische Dorfliste von etwa 1870 ergab, dass as-Samu zu der Zeit nur 298 Einwohner in 77 Häusern hatte und die Bevölkerung nur aus Männern bestand.
1883 beschrieb das Buch Survey of Western Palestine des Palestine Exploration Fund as-Samu als „ein Dorf von mittlerer Größe, das hoch gelegen ist“. Im Norden befindet sich ein offenes Tal, und die modernen Gebäude erstrecken sich entlang eines Ausläufers, der vom Einzugsgebiet nach Westen führt. Auf den Hügeln ist der Boden felsig, aber die Täler sind Ackerland. Im Dorf gibt es Überreste einer alten Burg und andere Fragmente. Hier soll es einmal eine Kirche gegeben haben, die Ruinen im Westen zeigen, dass die Stadt einst viel größer war. Im Süden gibt es Olivenbäume im Tal. Im Norden befinden sich auf der Bergseite Felsgrabstätten; die Wasserversorgung erfolgt über Zisternen. Die Einwohnerzahl beträgt etwa 400 bis 500 Personen.

### Britische Mandatszeit
In der von den britischen Mandatsbehörden durchgeführten Volkszählung von 1922 hatte as-Samu (genannt: AI Samu) eine rein muslimische Bevölkerung von 1600 Einwohnern. In der Volkszählung von 1931 hatte as-Samu zusammen mit Khirbat al-Simia und Kh. Rafat insgesamt 1882 Muslime in 372 Häusern. 1934 wurden Überreste der alten Synagoge der Stadt entdeckt und die Stätte wurde 1969 von Ze'ev Yeivin ausgegraben.
In den Statistiken von 1945 betrug die Bevölkerung von as-Samu 2.520, allesamt Muslime, die laut einer offiziellen Land- und Bevölkerungsuntersuchung 138.872 Dunams besaßen. 30 Dunams waren Plantagen und bewässerbares Land, 40.398 Dunams waren durch Getreide belegt, während 165 Dunams bebaut waren.

### Jordanische Ära
Nach dem arabisch-israelischem Krieg 1948 und den Waffenstillstandsabkommen 1949 kam as-Samu unter jordanische Herrschaft.
1961 betrug die Einwohnerzahl von as-Samu 3.103.
1966 startete Israel eine umfassende Militäroperation gegen die Stadt, bei der 15 jordanische Soldaten und drei jordanische Zivilisten starben; 54 weitere Soldaten wurden verwundet. 96 Zivilisten wurden verwundet. Laut David Dean Shulman waren die Dorfbewohner nicht mit dem Vorfall verbunden, der die Vergeltung ausgelöst hatte. Ein Großteil des Dorfes wurde zerstört. Der Kommandant des israelischen Fallschirmjägerbataillons, Oberst Yoav Shaham, wurde getötet und zehn weitere israelische Soldaten wurden verwundet.

### Israelische Besetzung
Als Folge des Sechstagekrieges 1967 kam as-Samu unter israelische Besatzung. Bei der von den israelischen Behörden durchgeführten Volkszählung von 1967 betrug die Bevölkerung 3.784. Es wurde 2005 berichtet, dass 10.000 Dunams Land in den Städten as-Samu, Yatta und ad-Dhahiriya bei Hebron von den israelischen Streitkräften für den Bau einer Trennmauer beschlagnahmt werden sollten. Palästinensische Quellen behaupten, dass Siedlergewalt aus den nahegelegenen israelischen Siedlungen Ma'on und Asa'el sie am Zugang zu ihren Feldern gehindert hat.

## Demografie
Nach Angaben des Palästinensischen Zentralamtes für Statistik betrug die Gesamtbevölkerung von as-Samu 2007 19.649, von denen 9.963 Männer und 9.686 Frauen waren. Es gab zu der Zeit 2.950 Haushalte, die in 3.220 Wohneinheiten lebten.
Die Volkszählungsdaten von 2007 zeigen außerdem, dass 45,7 % der Bevölkerung weniger als 15 Jahre alt waren, 50,7 % sind zwischen 15 und 64 Jahren alt und 2,7 % sind 65 Jahre alt oder älter. Im Jahr 2007 lag das Geschlechterverhältnis in der Stadt bei 103 Männern für je 100 Frauen; Männer machten 50,7 % der Bevölkerung aus, während Frauen 49,3 % der Bevölkerung ausmachten.
Die Bevölkerung von as-Samu besteht aus acht Hauptfamilien.

## Bildung
Laut der Volkszählung von 2007 waren 10,3 % der Einwohner Analphabeten. Der Großteil davon (74 %) waren Frauen. Innerhalb der gebildeten Bevölkerung konnten 16,5 % der Bevölkerung lesen und schreiben, 27,5 % haben die Grundschule abgeschlossen, 23,8 % haben das Gymnasium abgeschlossen, 13,5 % haben die Sekundarschule abgeschlossen, 2,4 % haben eine Ausbildung gemacht und 6 % erhielten akademische Abschlüsse.
Die 2007 durchgeführte Studie ergab, dass es 2007 15 staatliche und private Schulen gab. Von den 15 Schulen sind sechs für Männer, fünf sind für Frauen und vier Schulen sind koedukativ.
Im Jahr 2007 haben fünf Kindergärten in der Stadt 498 Kindern Vorschulunterricht.
Obwohl es in as-Samu große Fortschritte in der Bildung gegeben hat, stößt die Stadt weiterhin auf Hindernisse bei der Entwicklung. Zum Beispiel gibt es aufgrund der zunehmenden Anzahl von Schülern einen Mangel an Klassenzimmern und Schulen in der Stadt. Darüber hinaus sind einige Schulen gemietet und nicht im Besitz des Ministeriums für Hochschulwesen.

## Gesundheit
Das Gesundheitswesen in as-Samu ist im Vergleich zu den umliegenden Städten gut entwickelt. Es gibt viele private, staatliche und gemeinnützige Gesundheitseinrichtungen in der Stadt. Außerdem gibt es sechs Apotheken für die Abgabe von Medikamenten und einen Krankenwagen. Im Notfall oder für medizinische Versorgung, die in der Stadt nicht zur Verfügung steht, reisen die Einwohner nach Hebron (22 km) oder nach Yatta (8 km), um Gesundheitsleistungen und Behandlung zu erhalten.
Trotz der Gesundheitseinrichtungen in der Stadt mangelt es dem Gesundheitswesen immer noch an Fachkrankenhäusern und as-Samu bietet keine ausreichende medizinische Versorgung.

## Wirtschaft
Zu den wichtigsten Industrieeinrichtungen in der Stadt zählen eine Fleischfabrik, Steinmetzfabriken und Werkstätten für die Ziegelproduktion. Darüber hinaus gibt es rund 120 Lebensmittelgeschäfte, sieben Bekleidungsgeschäfte, zwei Metzgereien, neun Schmiedewerkstätten, sieben Tischlereien und 10 Dienstleistungsbetriebe.
Die Arbeitslosigkeit lag 2007 bei ca. 71 %. Von den Erwerbstätigen waren 91,2 % Männer und 8,8 % Frauen.

### Landwirtschaft
Während die Landwirtschaft im ländlichen Palästina eine große Rolle spielt, trägt sie in as-Samu nur begrenzt zur Wirtschaft bei. Der Mangel an Wasser, das Fehlen von Kapital und das Fehlen einer guten wirtschaftlichen Machbarkeitsstudie sind einige der Probleme, die der landwirtschaftlichen Entwicklung in der Stadt im Weg stehen. As-Samu besitzt ungefähr 3100 Hektar (31.000 Dunams) an landwirtschaftlich nutzbarer Fläche, von der ca. 1700 Hektar (17.000 Dunams) kultiviert sind. 30 Gewächshäuser werden in as-Samu für den Anbau von Gurken und Tomaten genutzt. Zu den am meisten angebauten Pflanzen zählen Getreide, insbesondere Weizen und Gerste. Außerdem sind 237 Hektar (2367 Dunams) mit Olivenbäumen bepflanzt. Des Weiteren werden Viehzucht und Hühnerzucht betrieben.
In as-Samu gibt es ca. 15 km landwirtschaftliche Straßen, die nicht ausreichen und nur für Traktoren und andere landwirtschaftliche Maschinen geeignet sind.

## Infrastruktur
Stand: 2007
Etwa 80 % der Wohneinheiten in as-Samu sind an das Telekommunikationsnetz angeschlossen. Fast 70 % der Wohneinheiten sind an das seit 1973 bestehende Wassernetz angeschlossen. Zisternen wie der Simiya-Brunnen, lokale Wassertanker mit einer Kapazität von 4 Kubikmetern und der städtische Wassertanker mit 15 Kubikmeter Kapazität sind alternative Wasserressourcen. Die Stadt besitzt auch ein Wasserreservoir mit einer Kapazität von 200 Kubikmetern. Das Hauptproblem, mit dem die Wasserversorgung in der Stadt konfrontiert ist, sind der anhaltende Wassermangel aus den Quellen und unzureichende Niederschläge.
Etwa 85 % der Wohneinheiten sind an das Stromnetz angeschlossen. Die Stromversorgung ist aufgrund des alten Netzes und der unzureichenden Wartung nicht ausreichend. Es ist kein Abwasserentsorgungsnetz vorhanden, der größte Teil des Wassers wird in Gruben geleitet.

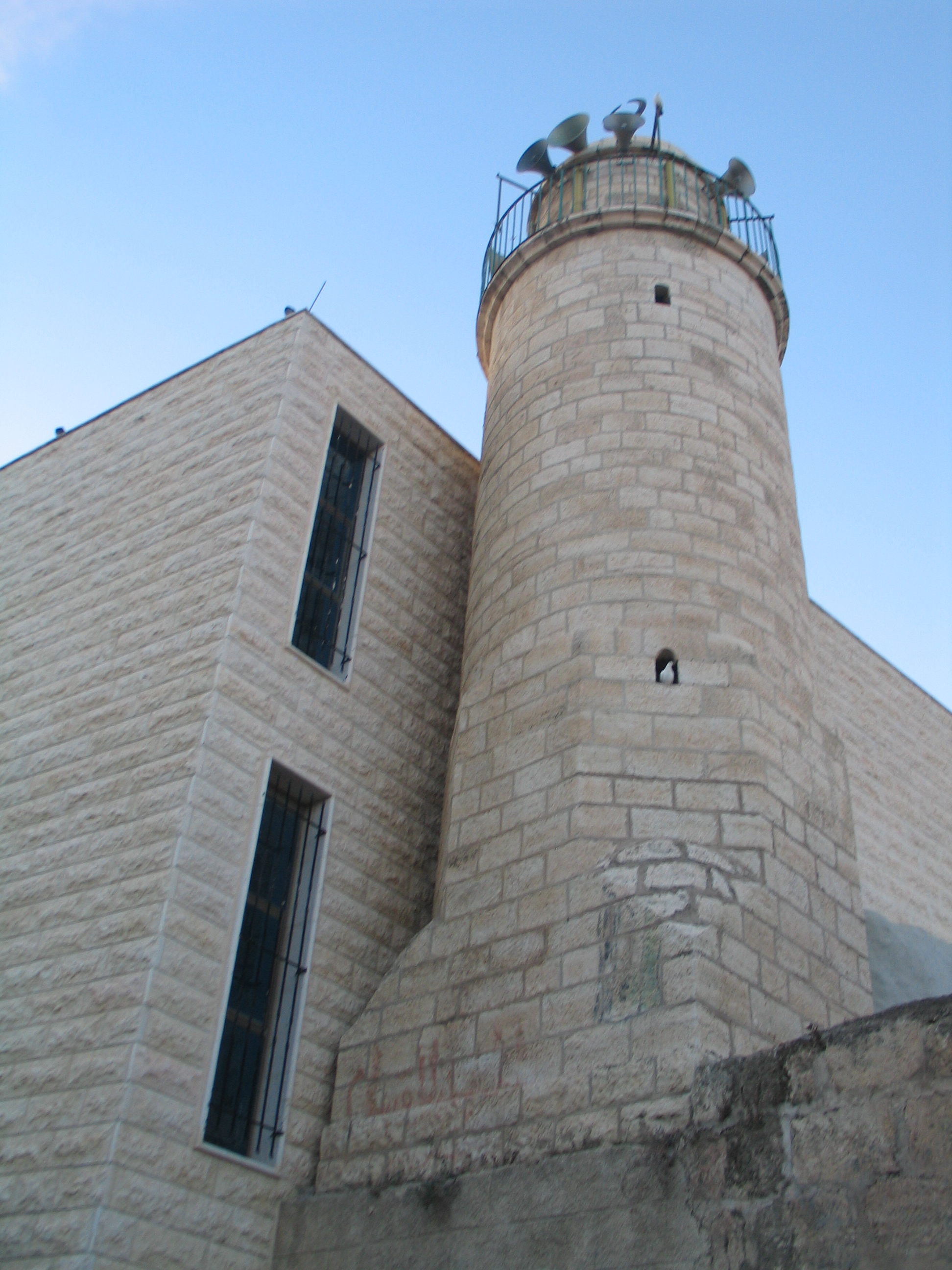
Moschee in as-Samu

## Kultur und Religion
Eine Kopfbedeckung oder ein „Geldhut“ (wuqayat al-darahem) aus as-Samu (um 1840er Jahre, mit späteren Ergänzungen) ist im British Museum ausgestellt. Die Bildunterschrift weist darauf hin, dass der Kopfschmuck im 19. und frühen 20. Jahrhundert während der Hochzeitszeremonie getragen wurde, insbesondere für die Zeremonie des „Ausgehens zum Brunnen“, bei der die Braut zum ersten Mal als verheiratete Frau in der Öffentlichkeit auftrat. Im Allgemeinen galt der Kopfschmuck als einer der wichtigsten Teile der palästinensischen Tracht.
As-Samu ist auch bekannt für seine handgewebten Kelims.
Es gibt 21 Moscheen in as-Samu. As-Samu ist mit einer alten rumänischen Kirche und den Ruinen eines historischen Gefängnisses, die beide zu Erholungs- und Tourismuszwecken dienen, auch von historischer und archäologischer Bedeutung.